# Aino-Maija Tikkanen
Pour les articles homonymes, voir Tikkanen.
Aino-Maija Tikkanen, née le 2 novembre 1927 à Turku et morte le 3 mars 2014 à Helsinki, est une actrice finlandaise. Elle a joué dans 15 films de 1954 à 2010, dont Une autre mère.

## Filmographie
- Olemme kaikki syyllisiä (1954)
- Morsiusseppele (1954)
- Villi Pohjola (1955)
- Viettelysten tie (1955)
- Sokeri pohjalla (1955)
- Onnen saari (1955)
- Evakko (1956)
- Elokuu (1956)
- Ei enää eilispäivää (1956)
- Onneksi on rahaa (1970)
- Pääsiäinen (1976)
- Sininen imettäjä (1985)
- Anna Linnean hiukset (1988)
- Onnenseitti (1996)
- Lotta Björk (1996)
- Äideistä parhain (2005)